# Rheinbrücke Koblenz–Waldshut
Die  Rheinbrücke Koblenz–Waldshut  ist eine Straßenbrücke, die zwischen Waldshut und Koblenz den Hochrhein sowie die Grenze zwischen Deutschland und der Schweiz überspannt.
Das Bauwerk liegt rund 100 m unterhalb der bekannten Eisenbahnbrücke von 1859 und wurde in den Jahren 1931 bis 1932 errichtet. Erste Planungen einer festen Brücke als Ersatz für eine Fährverbindung waren schon vor dem Ersten Weltkrieg erstellt worden. Die Straßenbrücke ist für zwei Fahrstreifen und beidseitige Fußwege ausgelegt. Sie verknüpft im Straßennetz die rechtsrheinische deutsche Bundesstraße 34 mit der linksrheinischen schweizerischen Hauptstrasse 7. Für die Schifffahrt existiert in der mittleren Öffnung eine Durchfahrt mit 6,0 m lichter Höhe beim höchsten schiffbaren Wasserstand. Die deutsche Grenzabfertigung und die schweizerische Ausgangsabfertigung des Warenverkehrs finden seit 1978 in einer gemeinsamen Grenzabfertigungsstelle auf deutschem Gebiet statt. 1981 erfolgte eine umfangreiche Instandsetzung der Brücke für zirka 1,9 Millionen Schweizer Franken.

## Konstruktion
Die Stahlbrücke besitzt eine Länge von 128,1 m. Sie weist in Längsrichtung den Durchlaufträger als Bauwerkssystem auf. Die Stützweiten betragen für die dreifeldrige Straßenüberführung 54,9 m im mittleren Feld und 36,6 m in den beiden Randfeldern.
In Querrichtung ist der 10,4 m breite Überbau als Trogquerschnitt ausgebildet. Zwischen den beiden stählernen Hauptträgern, die eine variable Konstruktionshöhe aufweisen und einen Achsabstand von 7,0 m besitzen, liegt 1,3 m unterhalb der Oberkante der Längsträger die Fahrbahnplatte. Außerhalb der Hauptträger ist beidseitig eine 1,7 m breite Kragkonstruktion für die Gehwege angeordnet.
Die 18 cm dicke Stahlbetonfahrbahnplatte wird von sekundären Längsträgern im Abstand 1,7 bis 2,0 m getragen, welche eine Spannweite von 4,57 m aufweisen und auf Querträgern ablasten. Bei der Instandsetzung 1981 wurde unter anderem die Fahrbahnplatte ausgetauscht und mit den Stahlträgern verdübelt.

## Geplanter Neubau einer zweiten Rheinbrücke
Der Kanton Aargau und das Bundesland Baden-Württemberg haben 2020 einen "Letter of Intent" – eine Absichtserklärung – unterzeichnet mit dem Ziel, den grenzüberschreitenden Verkehr zu verbessern. Konkretes Ziel ist der Bau einer weiteren Rheinbrücke für den Straßenverkehr.